# Margherita Torretta
Margherita Torretta, née dans la province de Plaisance, est une pianiste et professeure de musique classique italienne, qui s'est installée à Londres.

## Biographie
Margherita Torretta est tout d'abord danseuse classique pendant dix ans, mais sa vie prend un tournant à la suite des brûlures occasionnées par un incendie domestique, qui la marquent dans sa chair. Elle s'oriente alors vers la musique classique et commence tardivement, vers l'âge de vingt ans, sa formation musicale, malgré les obstacles à surmonter. Elle entre au conservatoire Nicolini de Plaisance, dont elle sort diplômée avec les honneurs puis intègre le conservatoire Giuseppe Verdi de Milan et poursuit ses études au conservatoire de Lugano (Suisse) afin d'obtenir le master d'études avancées. Elle prend également des cours à l'Académie internationale de piano du lac de Côme (en) (institution fondée et dirigée par Martha Argerich).
En 2015, elle fait ses débuts à New York au Carnegie Hall, où elle interprète Domenico Scarlatti.
Elle donne des récitals en Italie, Allemagne, Espagne, Portugal, Autriche, Suisse, France, au Royaume-Uni, aux États-Unis et au Japon dans des salles de concert comme La Scala de Milan, Sala Verdi, le Carnegie Hall, ALTI hall de Kyoto, Alfonso X El Sabio University (en) de Madrid, le Conservatoire de musique et d'art dramatique Prayner de Vienne, Steinway Hall à Londres, Anfiteatro Marcello à Rome, entre autres.
Elle participe à des classes de maître et séminaires avec William Grant Naboré, Alexander Lonquich, Vladimir Kraïnev, Karl-Heinz Kämmerling, Fou Ts'ong, Laurent Boullet (physiologie du pianiste), Vladimir Mischouk, Stanislav Ioudenitch et Charles Rosen.

## Discographie
- Scarlatti, 20 sonates pour piano : K. 3, 27, 32, 98, 101, 118, 119, 125, 132, 135, 158, 213, 262, 294, 377, 380, 425, 426, 492 et 515 (14-16 avril 2019, Academy Productions).